# Цукрові кислоти
Цукрові кислоти  — це моносахариди з карбоксильною групою.
Головними класами цукрових кислот є:
- Альдонові кислоти[en], у яких окислена альдегідна група альдози
- Кетоальдонові (улозонові) кислоти, у якій перша гідроксильна група 2-кетози окислена з утворенням α-кетокислоти
- Уронові кислоти, у яких окислена термінальна гідроксильна група альдози чи кетози
- Альдарові кислоти[en], у яких окислені обидва кінця альдози

|  |  |  |  |

## Приклади
Прикладами цукрових кислот є:
- Альдонові кислоти
  - Гліцерова кислота[en] (3C)
  - Ксилонова кислота[en] (5C)
  - Глюконова кислота (6C)
  - Аскорбінова кислота[2] (6C, unsaturated lactone)
- Кетоальдонові кислоти
  - Нейрамінова кислота[en] (5-amino-3,5-dideoxy-D-glycero-D-galacto-non-2-ulosonic acid)
  - Ketodeoxyoctulosonic acid (KDO or 3-deoxy-D-manno-oct-2-ulosonic acid)
- Уронові кислоти
  - Глюкуронова кислота (6C)
  - Галактуронова кислота (6C)
  - Ідуронова кислота[en] (6C)
- Альдарові кислоти
  - Винна кислота (4C)
  - meso-Galactaric acid (Mucic acid) (6C)
  - D-Glucaric acid (Saccharic acid) (6C)

|  |  |